# Кораку-эн
Кораку-эн (яп. 後楽園 Ко:раку-эн) — один из Трёх знаменитых парков Японии, наряду с Кайраку-эн и Кэнроку-эн. Первоначально парк назывался Коэн (поздний сад), потому что был разбит после завершения строительства замка Окаяма, напротив которого находится парк. Своё название Кораку-эн получил в 1871 году.
Парк Кораку-эн находится в городе Окаяма, главном городе префектуры Окаяма, на острове Хонсю в Японии. Парк занимает площадь в 13 гектаров и расположен в районе Асахигава.

## История парка
Работы по разбивке Кораку-эн были начаты в 1687 году и закончены в 1702 местным феодалом Икэдой Цунамасой.
В нынешнем виде парк существует с 1863 года. В 1871 году Кораку-эн был передан префектуре Окаяма, а с 1884 года он открыт для посетителей. 
Во время Второй мировой войны, в 1945 году, этот парк-сад сильно пострадал от бомбардировок, но впоследствии был восстановлен по старинным рисункам и чертежам.

## Галерея

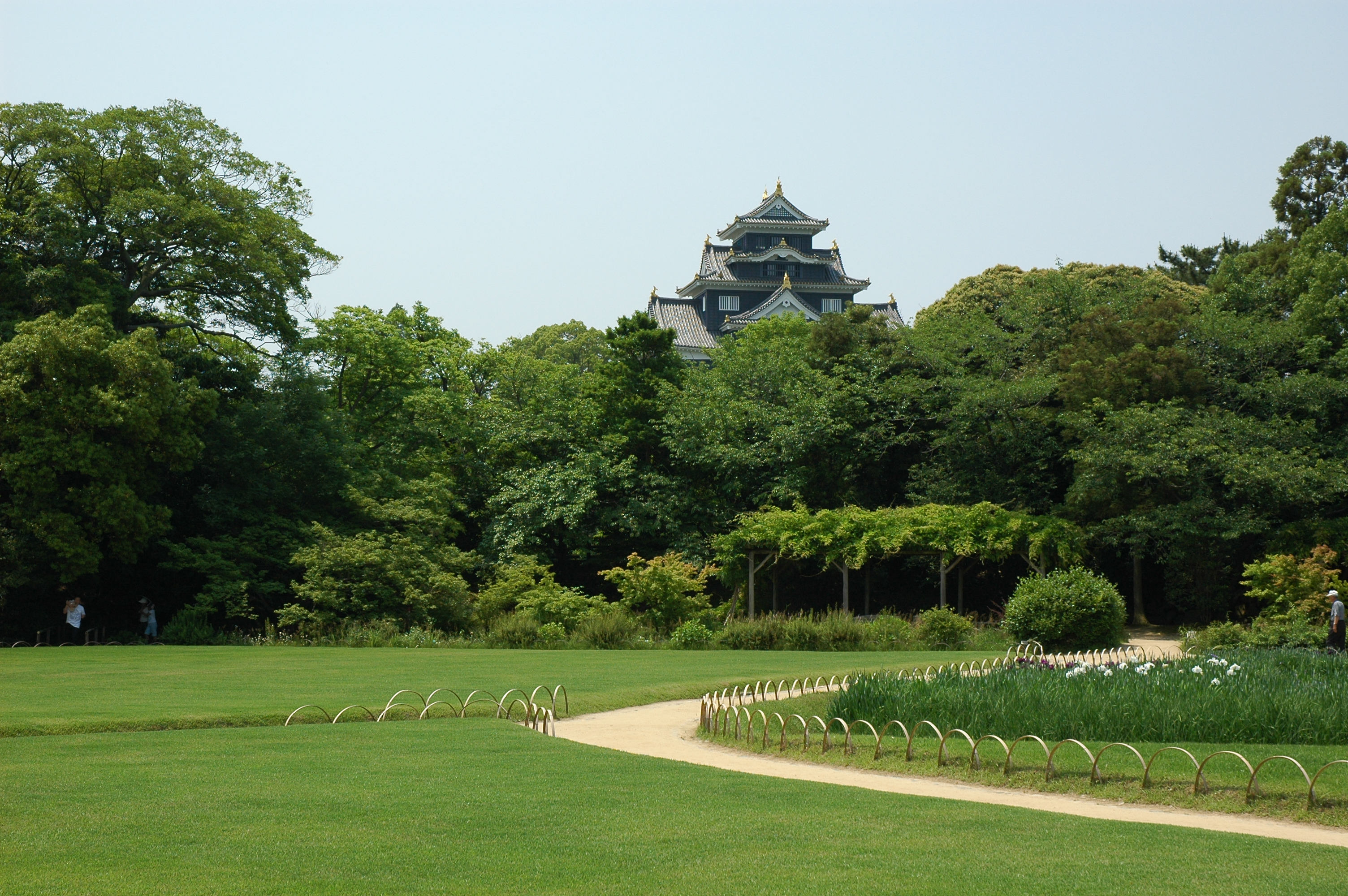
Сад с замком Окаяма
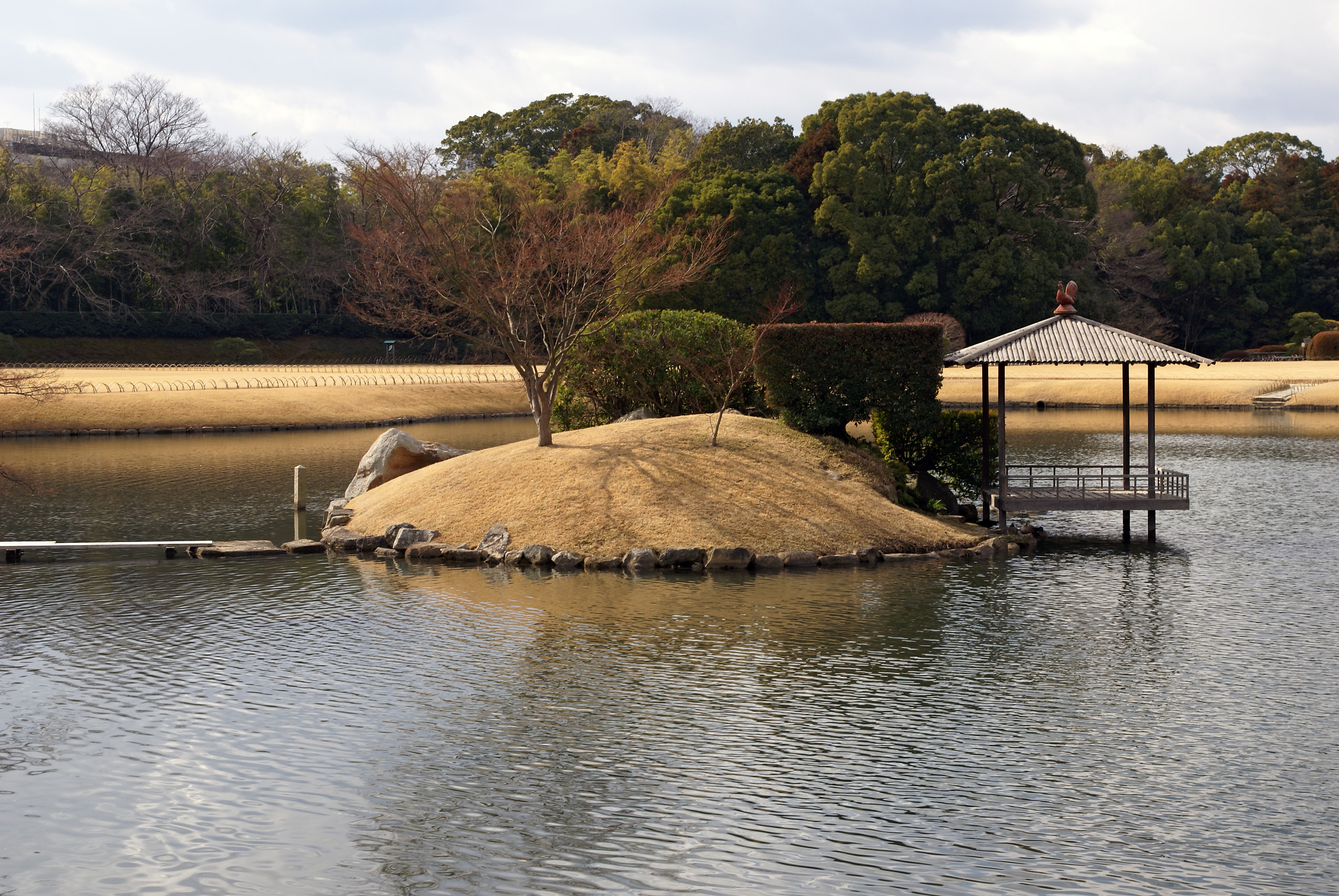
Мино-сима